# Dean Thomas (cinéma)
Pour les articles homonymes, voir Dean Thomas.
Dean Thomas est un ingénieur du son américain ayant travaillé, principalement pour les studios Disney.

## Filmographie
- 1951-1953 : Les Aventures de Kit Carson (TV, 3 épisodes)
- 1952 : Bela Lugosi Meets a Brooklyn Gorilla
- 1953 : White Goddess
- 1953 : Eyes of the Jungle
- 1953-1954 : Ramar of the Jungle (TV, 30 épisodes)
- 1954 : Le Trésor du Capitaine Kidd (Captain Kidd and the Slave Girl) de Lew Landers
- 1955 : The Great Gildersleeve (TV, 2 épisodes)
- 1955 : The Fast and the Furious
- 1955 : The Halls of Ivy (TV, 1 épisode)
- 1955 : Phantom of the Jungle
- 1956 : The Hardy Boys
- 1956 : Sur la piste de l'Oregon
- 1957 : Hellcats of the Navy
- 1957 : No Time to Be Young
- 1958 : Highway Patrol (TV, 1 épisode)
- 1958 : Lueur dans la forêt
- 1959 : Darby O'Gill et les Farfadets
- 1960 : Lawman (TV, 1 épisode)
- 1960 : Pollyanna
- 1960 : Le Clown et l'Enfant
- 1961 : Monte là-d'ssus
- 1961 : When the Clock Strikes
- 1961 : La Fiancée de papa
- 1962 : Bon Voyage !
- 1962 : Compagnon d'aventure
- 1963 : Après lui, le déluge
- 1963 : L'Été magique
- 1964 : Mary Poppins
- 1964 : Calloway le trappeur
- 1965 : L'Espion aux pattes de velours
- 1967 : L'Honorable Griffin
- 1967 : La Gnome-mobile
- 1967 : Le Plus Heureux des milliardaires
- 1968 : Le Fantôme de Barbe-Noire
- 1968 : Frissons garantis
- 1968 : Le Cheval aux sabots d'or
- 1968 : Un amour de Coccinelle
- 1969 : Un raton nommé Rascal
- 1969 : Smith !
- 1969 : Bob et Carole et Ted et Alice
- 1969 : L'Ordinateur en folie
- 1970 : Du vent dans les voiles
- 1971 : Un singulier directeur
- 1971 : Scandalous John
- 1971 : La Cane aux œufs d'or
- 1971 : L'Apprentie sorcière
- 1972 : Les Aventures de Pot-au-Feu (The Biscuit Eater)
- 1972 : Pas vu, pas pris
- 1974 : Le Nouvel Amour de Coccinelle
- 1974 : L'Île sur le toit du monde